# Angry Birds Stella
Angry Birds Stella fue un videojuego de lógica y spin-off de la saga Angry Birds, lanzado el 4 de septiembre de 2014. Un año después, los servidores del juego dejaron de funcionar. Muestra como principal personaje a Stella, junto con cuatro amigas y una enemiga, la cual es una reina malvada que pondrá en riesgo su amistad.
El juego usa el sistema Telepods siendo ya el cuarto juego de la saga en usarlo (después de Angry Birds Star Wars, Angry Birds Star Wars 2 y Angry Birds Go!).

## Argumento
El juego cuenta la historia de Stella cuando vivía en Golden Island, cuando se unió con sus amigos Dahlia, Poppy, Willow y Luca, antes de los sucesos del Angry Birds original. Cada una de estas aves tiene una fuerte personalidad, por lo que no siempre se ven a los ojos, pero al igual que cualquier gran amistad, lo compensan al final. Al menos la mayoría del tiempo. Gale fue la mejor amiga de Stella, pero se fue por un camino más oscuro y debido a que encontró una corona (perteneciente a un gran Cerdo desaparecido en acción) con un libro, por accidente, esa amistad fue decayendo de a poco y la ambición de Gale la convirtió en una malvada reina. Ahora, obtenida la corona, Gale tiene a los cerdos de Golden Island bajo su mando.
En la actualización de diciembre de 2014, se añadió otra modalidad que cuenta con Stella y sus amigos en la parte superior de la casa del árbol en busca de sus objetos perdidos, que fueron robados por los cerdos, para dar más monedas, además de un martillo, para aceleración de eliminación de cerdos y la "Galería de Stella", un álbum que al recuperar la protagonista, con el paso de las estrellas obtenidas, aparecerán disfraces llamativos, para las aves.

## Jugabilidad
El modo de juego de la nueva entrega usa un sistema similar a las clásicas entregas de Angry Birds. Sin embargo, según las premisas, ésta promete traer cambios a la modalidad de juego que promete a su vez, ser más desafiante que las entregas anteriores. Además, al igual que las entregas anteriores, este incluye el sistema Telepods con un total de 5 telepods.

## Personajes
Stella: Protagonista de su propio spin-off. Es una cacatúa Galah luchadora que puede realizar saltos largos para derribar estructuras. En la entrega original, Stella solo hacía burbujas al chocar con la estructura (al hacer click o después de 3 segundos) que atrapaban bloques o cerdos y al reventar los arrojaba.
Sus gestos denotan su pasión por la fotografía y en su lugar, al recuperar ella su álbum, se recuperarán más fotos, que darán más vida a las siguientes protagonistas, dada cierta cantidad a mención de estrellas doradas, de un orden al azar, pero constante, para todas las descargas de Angry Birds Stella.
Poppy: una cacatúa ninfa que puede caer instantáneamente desde el aire en forma de tornado, rompiendo obstáculos en el camino. Su poder es similar al de Tony (de Angry Birds Seasons) y Silver (de Angry Birds 2). Aparece por primera vez en el nivel 12.
Sus gestos la hacen notar mucho por el gusto a las fiestas. Al desbloquearse la Galería de Stella, se desbloquearán más fotos relevantes al diseño amarillo y bromista, y que revela su pasión por la batería musical.
Luca: Un arrendajo californiano, el único miembro varón de la bandada. Grita generando un ataque sónico a distancia que destruirá cualquier objeto frágil. Aparece por primera vez en el nivel 23.
Aún siendo un pequeño, en la entrega, le desagrada ser mimado como un bebé. Sus gustos son desconocidos, pero se notará un cambio, después de estar disponible la Galería de Stella, al momento de buscar estrellas púrpuras, después de recuperar el mapa (que había sido robado).
Willow: Una gura victoria con gorro, artista de la bandada. Puede atravesar obstáculos con un cambio brusco de dirección. Aparece por primera vez en el nivel 34.
Aunque todas las aves amen la música, ella es experta en artes visuales y siempre elige optar por sus correcciones, de ser que sucedan en esos momentos, aunque también es la más tímida del grupo, más siempre se siente segura con su gorro en la cabeza.
Dahlia: Es una búho cornudo, la científica de la bandada, y la mayor del grupo. Puede atravesar obstáculos sólidos antes de desatar una explosión destructiva. Aparece por primera vez en el nivel 47.
Gale: es un estornino de espalda violeta y la principal antagonista del juego, que gobierna a los cerdos. Al desbloquear el episodio "Beach Day", el jugador puede adquirir un poder para Gale: un pincel que puede convertir objetos en oro (la debilidad de Gale), lo que hace que Gale sea testigo de esto y destruya todos los objetos pintados de oro.
Cerdo Guapo: un cerdo de pelo rubio que actúa como la mano derecha de Gale. Aparece en el último nivel de cada episodio. En la serie de Angry Birds Stella, se revela que su cabello es una peluca.
Cerditos Esbirros: aparecen desde el primer nivel del juego. Son los esbirros de Gale, encargados de la construcción de estructuras y objetivos en los niveles del juego.

## Episodios
Hasta ahora, hay dos episodios de Angry Birds Stella.
| #   | Episodio              | Niveles | Fecha de publicación    |
| --- | --------------------- | ------- | ----------------------- |
| 1   | Branch Out            | 66      | 4 de septiembre de 2014 |
| 2   | Beach Day             | 65      | 4 de septiembre de 2014 |
| N/A | New Pigs on the Block | 5       | 16 de diciembre de 2014 |

Notas
1. ↑  Cada nivel se actualiza con el tiempo o por las monedas de pago.

El juego después de estos dos episodios fue descontinuado

## Telepods
Este el tercer juego de la franquicia para que sea compatible con los Telepods de Hasbro, una línea de juguetes también se utiliza en otros Angry Birds juegos, como Angry Birds Star Wars II . Los juguetes son capaces de convocar a los personajes en el juego que corresponden a la figura escaneada.
Aparte de este uso, el paquete Telepods puede venir con otras piezas de juguetes y accesorios para la reproducción normal.

## Libros
Rovio ha asociado con Worldreader y Room to Read , dos organizaciones benéficas de alfabetización, para una serie de libros con su marca Angry Birds Stella.

## Secuela
Una secuela llamada Angry Birds Stella POP!, que es un videojuego de combinar fichas, fue lanzado para iOS, en Canadá el 22 de diciembre de 2014. El lanzamiento mundial fue en 2015. Después fue convertido en Angry Birds POP!, no existiendo más secuelas.

## Descontinuación
El 13 de julio de 2015, Rovio Entertainment anunció que el juego había sido oficialmente descontinuado, pero su saga continuaría con Angry Birds Stella POP!. Después de este juego, Rovio no anunció más productos acerca de Stella, por lo que el juego de temática POP! es el último juego.

## Serie en Toons.tv
Angry Birds Stella tiene también su propia serie en Toons.tv, confirmando un total de 13 episodios basados en el argumento de la serie. Con el primer episodio lanzado el 1 de noviembre de 2014 en el Toons.TV, llamado "Angry Birds Stella".

## Sinopsis de la serie
El primer episodio fue "A Fork of Friendship", que muestra cómo Gale, examiga y reina de los cerdos en la Isla dorada de Stella, separada de Stella y sus otros amigos. Los episodios son para ser lanzado todos los sábados.
El último capítulo de la primera temporada se llamó: "To The Bitter End", en la cual Stella y Gale caen atrapadas en el volcán por la razón de que Gale quería encontrar el Huevo de oro, pero se reconcilia con su examiga Stella y tratan de escapar pero Gale decidió llevarse el huevo consigo, pero aparentemente muere en el intento.
Tiempo después en la segunda temporada de la serie se revela que Gale sobrevivió al volcán, aunque no exactamente ilesa, con múltiples golpes y cortadas producto del derrumbe y al principio no carga su corona y los cerdos ya no la reconocen como su reina salvo el cerdo hermoso, por lo que le pide ayuda Stella y sus amigas que cuiden de ella por un tiempo mientras se recuperaba, sin embargo cerdo hermoso no conforme con esto, decide buscar la corona que estaba enterrada, tiempo después ahora recuperada, el cerdo le entrega su corona y vuelve a ser la reina de ellos otra vez y nuevamente abandona la casa del árbol para volver a su castillo, para gran disgusto de Stella, aunque cuando está en camino a su castillo esta se muestra algo triste por dejar a sus amigas después de que estas la ayudaran a recuperarse, pero no le da tanta importancia y sigue. A mitad de temporada consigue encontrar el huevo de oro en una cueva. Empieza a solidificar en oro todo lo que toca, Stella y compañía se quedan sin comida y Gale las chantajea, al final, en una batalla por el huevo, Gale acaba convertida en oro por Stella, accidentalmente. Aunque después de pensarlo bien Stella decide regresarla a su estado normal y Gale huye del huevo, esta vez para no volver a ser tentada por el y luego Stella empieza a arreglar el daño ocasionado por Gale y regresa a la isla a su estado normal, luego esto Stella y sus amigas deciden arrojar el Huevo de oro al océano para que no vuelva a caer en manos equivocadas. 